# Double Date With Death
Double Date With Death est un groupe de garage rock lo-fi canadien, originaire du Québec.
Le groupe est influencé par le punk rock. Il est formé en 2014 et présentement composé de Vincent Khouni (chant, textes, guitares et autres sons), Oli Cohen-Daigle (guitares) et Samuel Morissette (batterie). Les anciens membres ont été : Mathieu Poirier (batterie), Mathieu Guay (batterie), Stephen Baird (guitares et synthés) et Julien Simard (basse).

## Biographie
Continuateurs du maître Daniel Johnston et de son art brut, de sa culte et primitive lo-fi, Double Date With Death (DDWD) est célébré dans les profondeurs montréalaises comme une inébranlable machine de scène. Fils autant du son « sale » de la « sacto » souterraine des années 1980, que de la rapidité et de la rudesse du punk juvénile original de la banlieue new-yorkaise au milieu des années 1970, le power trio devenu quatuor en 2020, contemporain des Thee Oh Sees, Ty Segall, JEFF the Brotherhood, The White Stripes, et autres souverains issus de la new garage explosion californienne intercède en faveur de la puissance et de la légèreté, de l’imperfection et du réel,,.
Premier LP du groupe à qui donne voix Vincent Khouni — aussi artiste visuel — et que porte la section rythmique, alors composée de Julien Simard (ex-Les stups) à la basse et l'ex-membre Mathieu Poirier (du groupe Ultraptérodactyle) à la batterie, Headspace (sorti en 2016) inspirait « distorsion, sauvagerie et énergie brute » selon le journaliste du Voir, Antoine Bordeleau et se plaçait au palmarès des 50 meilleurs albums anglophones de 2016 de la station de radio officielle de l'Université de Montréal, CISM-FM 89,3,. 
À partir de 2020, DDWD s'ouvre vers un son moins brut avec L'Au-Delà, album entièrement en français dans un genre s’inscrivant dans la vague art rock qui déferle sur la scène alternative montréalaise (avec Corridor en tête de liste) et un tout nouvel album a vu le jour le 17 mars 2023 (Portraits). Deux nouveaux membres se sont joints à Vincent et Julien : Oli Cohen-Daigle (guitares) et Samuel Morissette (batterie).  
Double Date With Death avaient auparavant (en 2014) sorti un EP de 6 titres, exclusivement sur Bandcamp : Across the Sea,. Ils participent à différents concerts et festivals dont NXNE et Canadian Music Week,,,.